# Better Than You (bài hát của Conor Maynard)
"Better Than You" là một bài hát của nam ca sĩ người Anh Conor Maynard, với sự góp giọng của nữ ca sĩ đồng hương Rita Ora. Bài hát này nằm trong album đầu tay của Maynard, Contrast (2012). Ca khúc được sáng tác bởi Conor Maynard, Kyle Abrahams, George Astasio, Jon Shave, Jon Mills, Joe Dyer, Kurtis McKenzie, Rita Ora, Tony Nilsson, John Buchanan và được sản xuất bởi The Invisible Men, The Arcade.

## Danh sách ca khúc
| Tải kỹ thuật số | Tải kỹ thuật số                          | Tải kỹ thuật số |
| STT             | Nhan đề                                  | Thời lượng      |
| --------------- | ---------------------------------------- | --------------- |
| 1.              | "Better Than You" (hợp tác với Rita Ora) | 3:13            |

## Tham gia thực hiện
- Hát chính – Conor Maynard, Rita Ora
- Sản xuất – The Invisible Men, The Arcade
- Sáng tác – Conor Maynard, Kyle Abrahams, George Astasio, Jon Shave, Jon Mills, Joe Dyer, Kurtis McKenzie, Rita Ora, Tony Nilsson, John Buchanan
- Hãng đĩa: Parlophone

## Xếp hạng
| Bảng xếp hạng (2012)                 | Vị trí cao nhất |
| ------------------------------------ | --------------- |
| UK Singles (Official Charts Company) | 105             |